# Francis Halzen
Francis Louis Halzen (Tienen, 23 marzo 1944) è un fisico belga. È Professore Ordinario presso l'Università del Wisconsin-Madison. Halzen è Principal Investigator dell'Osservatorio di neutrini IceCube presso la stazione Amundsen-Scott South Pole in Antartide, il più grande rivelatore di neutrini al mondo, operativo dal 2010.
Halzen è nato e cresciuto in Belgio. Si è laureato in Fisica all'Università di Louvain (UCLouvain) nel 1966.Tra il 1969 e il 1971 ha lavorato come collaboratore scientifico al CERN. Dal 1972 è professore alla University of Wisconsin-Madison e Principal Investigator dei progetti AMANDA e IceCube.
Con il rivelatore IceCube ha osservato neutrini ad alta energia (circa 100 volte più energetici delle particelle accelerate nella macchina più potente del mondo, l'LHC al CERN) da sorgenti non identificate al di fuori della Galassia. Questa scoperta ha stimolato la pianificazione e lo sviluppo di telescopi per neutrini ancora più grandi, sia al Polo Sud sia in profondità sotto l'oceano.

## Premi
- 1994: membro della American Physical Society
- 2013: Premio Breakthrough of the Year dalla rivista Physics World per la prima scoperta di neutrini cosmici extragalattici[3]
- 2015: Premio Balzan[2]
- 2015: Premio della Società Europea di Fisica per la Fisica delle Astroparticelle e la Cosmologia[4]
- 2018: membro dell'Academia Europæa[1]